# Каликандзары (в греческом фольклоре)

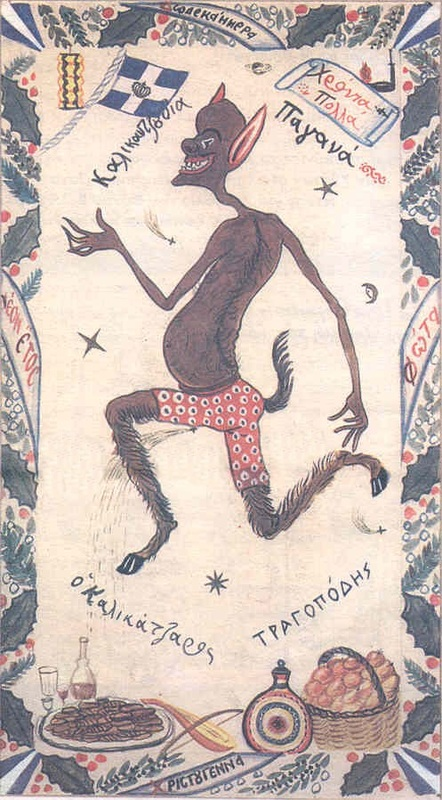
Каликандзар. Иллюстрация из книги «Аэрико и каликандзары» «Αερικά ξωτικά και καλικάντζαροι» Афанасиоса Веллудиоса, художники Γ. Глиатас и Π. Тетсис

Калика́ндзары (греч. καλικάντζαρος, [ka.li.ˈkan.dza.ɾɔs]) — сверхъестественные существа, духи преисподней в греческом фольклоре, известные также соседним народам под похожими названиями (болг. караконджул, макед. караконџол, серб. караконџула, тур. karakoncolos). Представляют собой антропоморфные существа мужского (реже женского) пола, но с зооморфными чертами. Они живут под землёй, в преисподней, на протяжении года подпиливая или подрубая ствол Мирового древа, чтобы в конце концов оно пало вместе со всей Землёй. Считаются преимущественно календарными существами, появляющимися из недр земли в Святочный период (25 декабря — 6 января), где вредят людям различными способами. Когда после праздников они возвращаются к себе под землю, то обнаруживают, что ствол Мирового древа восстановился и они принимаются за свою работу до следующего Рождества. Находясь в человеческом мире, они нападают на людей и всячески им вредят, стараются проникнуть в жилище. Со временем они потеряли свои устрашающие, фатальные качества, став скорее вредными озорниками и насмешниками, атрибутом рождественских и новогодних праздников, которыми пугают детей. Распространена точка зрения, что представления об этих персонажах новогреческой демонологии сложились под влиянием древнегреческой мифологии и традиции. Также находятся параллели в других мифологических системах и культурах.

## Фольклорные представления
Каликандзары, согласно греческим поверьям, представляют собой антропоморфные существа мужского и реже женского пола, но с различными зооморфными чертами (например рога, копыта, хвост, когти и т. п.) Обычно их представляют в виде карликов, но также и высокими, даже огромного роста, темнокожими, с короткими и взъерошенными волосами, красными глазами, обезьяньими зубами, лохматыми обезьяньими руками и ногтями, козлиными, ослиными ногами (или, например, одной ослиной конечностью, а другой — человеческой). Ещё одним распространённым представлением о них является то, что они появляются в виде чёрных кошек, которые «умеют ходить на задних лапах, а на передних имеют длинные когти». Они часто передвигаются, имея при себе дубинку, которой бьют неосторожных прохожих.
Каликандзары живут под землёй — в преисподней, Нижнем мире — подпиливая или подрубая (грызя) ствол Мирового древа, чтобы в конце концов оно пало вместе со всей Землёй. Они поднимаются на поверхность через колодцы, подземные источники и в мире людей начинают всячески безобразничать, пакостить, устраивать неприятности людям. Эти появления ограничиваются периодом Рождественских Святок (Двенадцатидневье в греческой традиции, то есть 25 декабря — 6 января). Такая календарная привязка относит их к таким распространённым у европейских народов духов как святочная нечисть. Период, когда каликандзары разгуливают по человеческому миру, приходится на время зимнего солнцестояния (ср. Йоль в верованиях германских народов). Допилить до конца Мировое древо у них никогда не получается, потому, что когда через двенадцать дней они возвращаются к себе обратно, оказывается, что ствол за это время уже восстановился. Находясь в человеческом мире, они стараются запрыгнуть на спину своей жертвы, после чего заставляют танцевать, пока она не умрёт от изнеможения. Считается, что более всего их стоит опасаться молодым девушкам, которым рекомендуется, отправляясь за водой, несколько раз подряд прочитать молитву «Отче наш». Они обычно бродят целыми толпами, но в дом проникают поодиночке, где гасят очаг своей мочой. Наиболее опасны они в ночное время суток, когда они воруют и нападают на людей, неосторожно оказавшихся на улице. Похищенные предметы, а также люди, ставшие их жертвами известны под названием «параора» — буквально («вне [положенного] времени»). При этом и сами демоны могут называться «параориты» («вневременные»). Они очень любят всевозможные сладости, особенно блины (оладьи), праздничное печенье тиганиты. Про них или от их лица сложено несколько песенок. В одном из старых вариантов есть следующие слова: «Параориты мы, / Параора мы ищем, / Тиганиты мы едим / И детей забрать хотим. / Курицу нам иль яйцо / Иль нагадим на крыльцо!».
В народе было распространено поверье, что ребёнок, рождённый на Рождество (или в рождественский период), то есть зачатый на Благовещение — когда сексуальные отношения возбранялись — может стать каликандзаром. Этой участи пытались предотвратить соответствующими ритуалами (например, обжигали младенцу ножки над пламенем). Также от превращения в злого духа ребёнку привязывали головку чеснока, или даже целые связки, подпиливали или прижигали ноготь на большом пальце ноги, так как по народным представлениям, эти демоны не могут обходиться без этого ногтя.
Каликандзары боятся огня, священников, святой воды, креста и святого знамения, церковных колоколов, крика первого петуха, огня и дыма, в частности от них помогает зажигание ритуального огня, рождественского полена. Кроме того, для того, чтобы уберечься от их проказ, духов задабривали различными способами: перед дверью дома вывешивали челюсть или кусок свинины, медовые пряники. Согласно легендам, каликандзар, встретив человека, задаёт вопрос: «Пакля или свинец?» (греч. Στούππος ή μόλυβδος). По одной из версий, второй ответ является фатальным, тогда как первый спасает от демона. По другой версии, к плохим последствиям приводят оба ответа (первый к слепоте, второй — к раздавливанию). Со временем, они потеряли свои устрашающие, фатальные качества, став скорее вредными озорниками и насмешниками, атрибутом рождественских и новогодних праздников, которыми часто пугают детей.

## Этимология и происхождение
Калика́ндзары (греч. καλικάντζαρος) — это общегреческое название этих сверхъестественных существ, кроме него существует ещё множество местных вариантов: «Καλικαντζαραίοι», «Καρκάτζια», «Καλκατζόνια» («Καλκατζάνια»), «Καλκάνια», «Καλιτσάντεροι», «Καρκάντζαροι», «Καρκαντζέλια», «Σκαλικαντζέρια», «Σκαντζάρια», «Σκαλαπούνταροι», «Τζόγιες», «Λυκοκάντζαροι», «Κωλοβελόνηδες», а также образованных в женском роде: «Καλικαντζαρού», «Καλικαντζαρίνες», «Καλοκυράδες», «Βερβελούδες» и др. В зависимости от варианта выводится и этимология: «сожжённый, сухой», «железо» + «обувь», «обувь» + «голень» (указывает на обувь, которую они носят), «хороший, добрый» + «жук». Согласно одной из версий, название происходит от греческого kalos-kentauros, что означает «красивый кентавр», по другой — злой дух. Эти существа новогреческой мифологии известны также соседним народам под похожими названиями (болг. караконджул, макед. караконцол, серб. караконџула, тур. karakoncolos).
Высказывались предположения, что комплекс верований о каликандзарах основывается на древнегреческом празднике цветов — Антестерии, который приходился на конец февраля — начало марта. Древние греки верили, что на третий день праздника цветов из Аида «выходят души умерших и навещают своих близких». У греков сохранились верования, что в период рождественских праздников души умерших возвращаются в человеческий мир, в связи с чем от них требовалось защищать жилища. Согласно народным толкованиям, появление демонов в Святки связано с тем, что Иисус Христос якобы не был крещён до 6 января, в связи с чем вода в этот период является «неосвящённой». Некоторые этнографы полагают, что генезис образа каликандзар сложился из древнегреческой мифологии, откуда они ведут происхождение от сатиров, бога Пана, или под влиянием образов кентавров, гигантов и титанов. Возможны параллели с германской мифологией, а также славянской (ср. Перхта, Юльбукен, оборотни, святочная нечисть).

## В литературе
Каликандзары фигурируют в греческих народных сказках (например, «Калло и каликандзары», греч. Η Κάλλω και οι καλικάντζαροι). Этих существ упоминали в своих произведениях такие писатели, как Роджер Желязны («Этот бессмертный») и Говард Лавкрафт «Шепчущий во тьме».